# Захаров (Краснодарский край)
Заха́ров — хутор в Апшеронском районе Краснодарского края России. Входит в состав Тверского сельского поселения.

## География

### Улицы
- ул. Заречная.

## Население
| 2002 | 2010 |
| ---- | ---- |
| 140  | ↗144 |